# Сикера
Сикера (Sicera) е ранносредновековна крепост в Сливенския балкан, от тракийски или римски произход.
Отбелязана е на картите от 4 – 5 век. Намирала се е точно на мястото на днешното село Ичера. Предполага се, че днешното село Ичера води началото си и името си именно от тази крепост Сикера.